# Axel Laurance
Axel Laurance (Calan, 13 april 2001) is een Frans wielrenner die anno 2025 rijdt voor INEOS Grenadiers.

## Carrière
Als junior combineerde Laurance het wegwielrennen met het veldrijden. In het veld won hij in januari 2019 de veldrit in La Mézière. Op de weg behaalde hij als eerstejaars junior twee toptienplaatsen in de Sint-Martinusprijs en werd hij zesde in het eindklassement. In Aubel-Thimister-Stavelot was hij, samen met zijn ploeggenoten, de snelste in de ploegentijdrit. Ook in het jaar erna werd de ploegentijdrit in die Waalse juniorenkoers gewonnen. Daarnaast won Laurence dat jaar de eerste etappe in zowel de Ronde des Vallées als de Grote Prijs Rüebliland.
In 2021 won Laurance de laatste etappe in de Vredeskoers voor beloften. In het algemeen klassement eindigde hij, op iets meer dan twee minuten van winnaar Filippo Zana, op de achtste plek. In de Ronde van de Toekomst van dat jaar sprintte Laurance, achter Søren Wærenskjold en Luca Colnaghi, naar de derde plaats in de eerste etappe.
Zijn eerste profcontract tekende Laurance in 2022 bij B&B Hotels-KTM, de ploeg waar hij eind 2021 al stage had gelopen. In zowel de Ronde van Rwanda als de Ronde van Bretagne behaalde hij meerdere toptienplaatsen. In de Ronde van Wallonië sprintte hij tweemaal naar een derde plek. Eind augustus stond hij aan de start van de Bretagne Classic 2022, waar hij achter Wout van Aert naar de tweede plek sprintte.
In 2023 werd hij wereldkampioen op de weg bij de beloften, door een solo van om en nabij de 25 kilometer, winnend af te sluiten. Hij liet António Morgado en Martin Svrček achter zich.

## Overwinningen
2018
2e etappe deel A Aubel-Thimister-Stavelot (ploegentijdrit)
2019
2e etappe deel A Aubel-Thimister-Stavelot (ploegentijdrit)
1e etappe Ronde des Vallées
1e etappe Grote Prijs Rüebliland
2021
3e etappe Vredeskoers, beloften
2022
4e etappe CRO Race
2023
1e etappe Circuit des Ardennes
4e etappe Ronde van de Elzas
 Wereldkampioen op de weg, beloften
2024
2e etappe Ster van Bessèges
5e etappe Ronde van Catalonië
2e etappe Ronde van Noorwegen
Eindklassement Ronde van Noorwegen

## Resultaten in voornaamste wedstrijden
| Jaar | Ronde van Italië | Ronde van Frankrijk | Ronde van Spanje |
| ---- | ---------------- | ------------------- | ---------------- |
| 2022 |                  |                     |                  |
| 2023 |                  |                     |                  |
| 2024 |                  | 99e                 |                  |
| 2025 |                  | 53e                 |                  |

| Jaar | Milaan-San Remo | Ronde van Vlaanderen | Amstel Gold Race | Luik-Bast.‑Luik | Ronde van Lombardije | Bretagne Classic | Parijs-Tours | Waalse Pijl |
| ---- | --------------- | -------------------- | ---------------- | --------------- | -------------------- | ---------------- | ------------ | ----------- |
| 2022 |                 |                      |                  |                 |                      | ↑                | 110e         |             |
| 2023 |                 |                      |                  |                 |                      |                  |              |             |
| 2024 | 75e             | opgave               | 90e              | 44e             | opgave               | 76e              |              | 18e         |
| 2025 | 44e             |                      | 49e              | 8e              |                      |                  |              | 20e         |

## Ploegen
- 2021 –  B&B Hotels p/b KTM (stagiair vanaf 1 augustus)
- 2022 –  B&B Hotels-KTM
- 2023 –  Alpecin-Deceuninck Development Team
- 2024 –  Alpecin-Deceuninck
- 2025 –  INEOS Grenadiers

Barbier · Barthe · Boileau · Bonnamour · Chevalier · Debusschere · Ferasse · Gautier · Gougeard · Heidemann · Hivert · Jauregui · Koretzky · Lagrée · Laurance · Lecroq · Lemoine · Lietaer · Morice · Mozzato · Parisella · Rolland · Schönberger · Warlop · Dauphin (stagiair) · Mahoudo (stagiair) · Rouland (stagiair)
Ballerstedt · Bayer · Boven · Conci · Dillier · Gaze · Ghys · Gogl · Groves · Hermans · Hollmann · Janssens · Kielich · Kragh Andersen · Laurance · Leysen · Meurisse · Osborne · Philipsen · Planckaert · Plowright · Rickaert · Riesebeek · Sinkeldam · Uhlig · Van Den Bossche · van der Poel  · Van Tricht · Vergallito · Vermeersch